# Juliette Raabe
Juliette Raabe (Méré, 1929. augusztus 31.) francia írónő, esszéista.

## Élete
Az Université Paris-VIII-n irodalmat, latint és interaktív videoművészetet tanított. A macskák iránti szenvedélye miatt 1977-ben egy impozáns, illusztrált antológiát jelentetett meg La Bibliothèque illustrée du chat címmel, amelyben minden, a témában írt munkáját összegyűjtötte. A Fleuve noir kiadó Gore című sorozatának vezetője volt (1985-1989). Magyar nyelven egyetlen novellája jelent meg a Galaktika 44. számában 1982-ben A fordított háziasszony naplója (Journal d'une ménagère inversée) címmel. Írói álneve Sidonie Ladoucette.

## Válogatott munkái
- Casse-têtes (1967)
- Gare ton doigt de l'ondoing, (1963)
- Le Jeu de l'awelé (1972)
- La Bibliothèque illustrée du chat (1977)
- Fleuve noir, 50 ans d'éditions populaires
- Pratiques et objets culturels sériels (1993)
- Le Jeu de go (Sidonie Ladoucette álnéven)

## Fordítás
- Ez a szócikk részben vagy egészben  a   Juliette Raabe című francia Wikipédia-szócikk ezen változatának fordításán alapul.  Az eredeti cikk szerkesztőit annak laptörténete sorolja fel. Ez a jelzés csupán a megfogalmazás eredetét és a szerzői jogokat jelzi, nem szolgál a cikkben szereplő információk forrásmegjelöléseként.